# 캄피돌리오 언덕

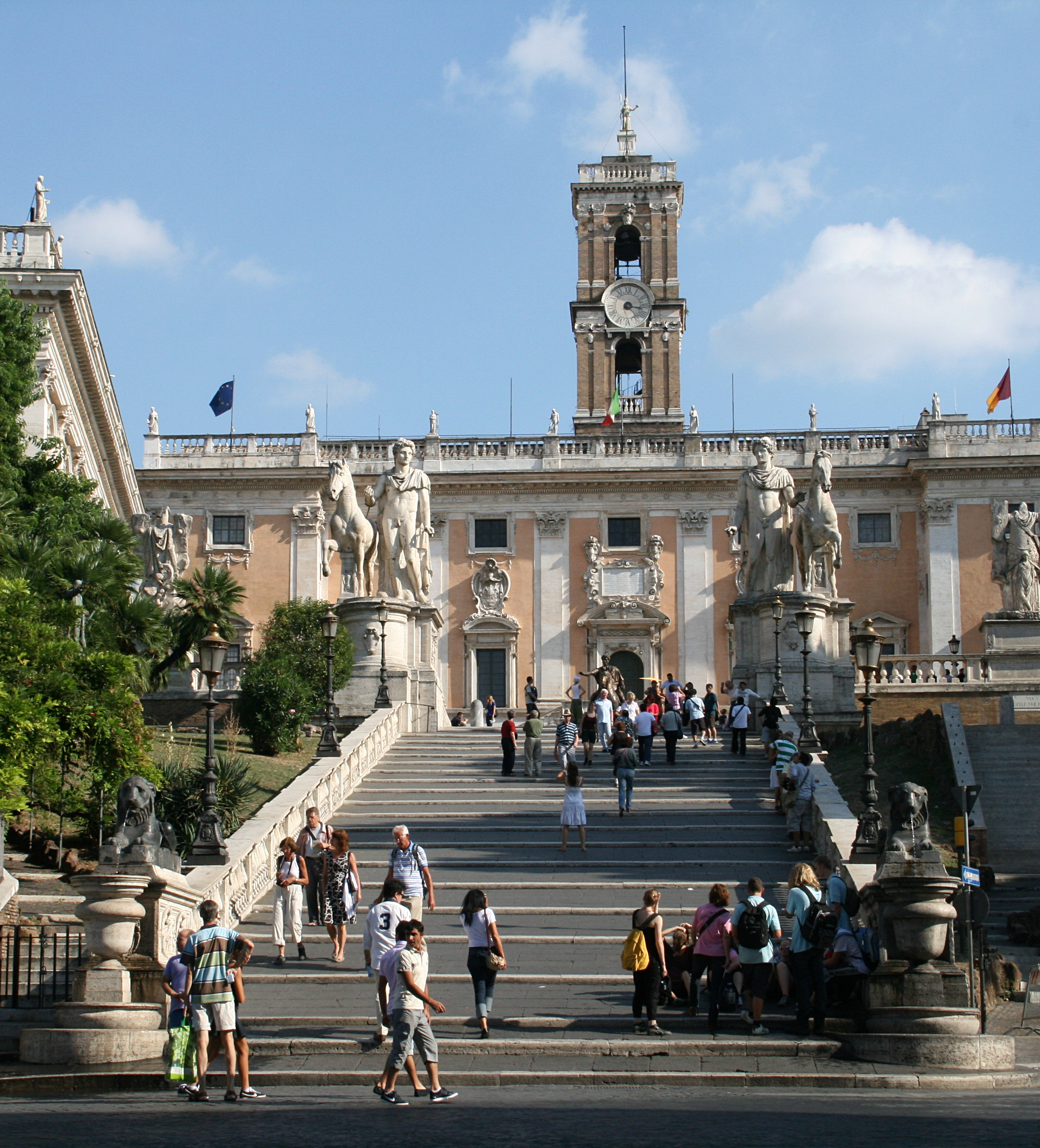
캄피돌리오

캄피돌리오(이탈리아어: Campidoglio)는 로마의 일곱 언덕 중 하나이다. 카피톨리누스 언덕(이탈리아어: Mons Capitolinus)이라고도 불린다. 이 언덕은 로마의 일곱 언덕에서도 가장 높은 언덕으로, 로마 신화의 최고신이었던 유피테르와 유노의 신전과 로마 시청이 위치해 있다.
캄피돌리오는 로마의 신 사투르누스에게 헌정되어 몬스 사투르니우스(Mons Saturnius)라고 초창기에 알려졌다. 원래 '캄피돌리오'라는 이름은 나중에 지어진 유피테르 신전에만 한정되었지만, 시간이 흐르며 언덕 전체를 부르는 이름이 되었다. 고대어로 caput은 머리, 핵심이라는 의미이다. 이와 같은 해석은 신전의 토대 부분에서 사람의 잘린 머리가 나오며 확인되었다. 이곳은 고대 로마 제국에서 가장 신성한 공간으로 여겨졌다.
16세기에 이르러 원래 라틴어로 카피톨리누스라고 불렸던 이름이 이탈리아어 '캄피돌리오'로 바뀌어 불리게 되었다. 캄피돌리오 언덕에는 르네상스식 궁전들이 들어섰고,이 궁전들이 광장을 둘러싸고 있는 구조로 지어졌다. 이 디자인은 미켈란젤로가 세웠던 도시 계획의 일부였다.
영어로 수도를 뜻하는 ‘Capitol’이 바로 이 캄피돌리오 언덕의 이름에서 유래한 것이다.

## 궁전

#### 콘세르바토리 궁전
콘세르바토리 궁전 (Palazzo dei Conservatori, 관리인들의 궁전)은  중세시대 때 지역의 행정관들을 위해, 기원전 6세기에 유피테르에게 봉헌된 신전 '막시무스 카피톨리누스' 위에 지어졌다. 미켈란젤로가 콘세르바토리 궁전의 개보수 작업을 실시하면서 2개층으로 뻗어 있는 대 오더가 처음으로 이곳에 사용되었으며, 1층의 로자 입구와 2층의 창문 옆으로 코린토스식 필라스터와 그것을 보조하는 이오니아식 원주가 배치되었다. 미켈란젤로의 새로운 포르티코는 옛 양식에 대한 재해석이었다. 이 포르티코는 엔타블러처들, 플랫 하나, 격천정으로 이뤄졌다. 기둥에 배치된 엔타블러처들은 각 구간의 앞에 설치됐고, 동시에 조화되는 반기둥들은 뒤쪽의 벽에 기대어 있다. 각 필라스터는 양쪽에 교각과 원주가 있는 혼합체를 이루었다. 거대한 필라스터는 포르티코와 위층과 접하고 있는 넓은 기초를 형성하였다. 모든 창들이 분절 페디먼트로 덮여 있다. 천장을 꾸민 발러스트레드는 전체적으로 강한 수평성을 강조하며, 이것과 대조적으로 수직을 이루는 원주들이 웅장한 대비를 이루고 있다. 거대한 기둥의 수직성은 독립적인 공간이라는 느낌을 만들어내는 반면에 엔타블러처와 발러스트레드의 수평성은 광장의 세로축을 강조하고 있다. 궁전의 파사드는 1530년대에 미켈란젤로가 보수하였고 다시 그 후로도 여러 차례 보수가 이뤄졌다.
로마에서, 콘세르바토리 궁전의 포르티코는 여러 길드들을 보호했었다. 재판소에 갈 정도 충분한 중요성을 띠지 않는다면 사업 상에 벌어진 분쟁들에 대한 판정을 이곳에서 내렸다. 이곳은 이러한 상업 활동에 있어 적절한 장소였다. 1470년대까지 로마의 주요 시장은 캄피돌리오 일대에서 열렸는데, 캄피돌리오에서 남쪽에 위치한 옛 포룸에서 가축에 대한 세금 부과 및 매매가 계속해서 이뤄졌다.

## 같이 보기
- 아벤티노 언덕
- 첼리오 언덕
- 자니콜로
- 오피오 언덕
- 팔라티노 언덕
- 핀초 언덕
- 퀴리날레 언덕
- 바티칸 언덕
- 벨리아 언덕
- 비미날레 언덕